# Wahltermine in Österreich
Die Liste enthält alle Wahltermine der Wahlen zum Europäischen Parlament in Österreich, zu den Österreichischen Nationalratswahlen, Bundespräsidentenwahlen, Landtagswahlen, Gemeinderatswahlen, historische Wahlen auf dem Österreichischen Bundesgebiet, Wahlen zur Sozialpartnerschaft, Volksabstimmungen und Volksbefragungen sowie die voraussichtlichen Zeitpunkte der nächsten Wahlen.

## Europawahlen
- Europawahl in Österreich 1996
- Europawahl in Österreich 1999
- Europawahl in Österreich 2004
- Europawahl in Österreich 2009
- Europawahl in Österreich 2014
- Europawahl in Österreich 2019
- Europawahl in Österreich 2024

## Reichsratswahlen (als Cisleithanien)
- Reichsratswahl 1848
- Reichsratswahl 1867
- Reichsratswahl 1871-72
- Reichsratswahl 1873
- Reichsratswahl 1879
- Reichsratswahl 1885
- Reichsratswahl 1891
- Reichsratswahl 1897
- Reichsratswahl 1901
- Reichsratswahl 1907
- Reichsratswahl 1911

## Reichstagswahl (Scheinwahl im Deutschen Reich)
- Reichstagswahl 1938 (Zugleich mit der Anschluss Volksabstimmung)

## Nationalratswahlen

### Erste Republik (1918–1933)
- Wahl der konstituierenden Nationalversammlung 1919
- Nationalratswahl in Österreich 1920
- Nationalratswahl in Österreich 1923
- Nationalratswahl in Österreich 1927
- Nationalratswahl in Österreich 1930

### Zweite Republik (seit 1945)
- Nationalratswahl in Österreich 1945
- Nationalratswahl in Österreich 1949
- Nationalratswahl in Österreich 1953
- Nationalratswahl in Österreich 1956
- Nationalratswahl in Österreich 1959
- Nationalratswahl in Österreich 1962
- Nationalratswahl in Österreich 1966
- Nationalratswahl in Österreich 1970
- Nationalratswahl in Österreich 1971
- Nationalratswahl in Österreich 1975
- Nationalratswahl in Österreich 1979
- Nationalratswahl in Österreich 1983
- Nationalratswahl in Österreich 1986
- Nationalratswahl in Österreich 1990
- Nationalratswahl in Österreich 1994
- Nationalratswahl in Österreich 1995
- Nationalratswahl in Österreich 1999
- Nationalratswahl in Österreich 2002
- Nationalratswahl in Österreich 2006
- Nationalratswahl in Österreich 2008
- Nationalratswahl in Österreich 2013
- Nationalratswahl in Österreich 2017
- Nationalratswahl in Österreich 2019
- Nationalratswahl in Österreich 2024
- 29. Nationalratswahl in Österreich

## Landtagswahlen

### Burgenland

#### Erste Republik (1918–1933)
- Landtagswahl im Burgenland 1922
- Landtagswahl im Burgenland 1923
- Landtagswahl im Burgenland 1927
- Landtagswahl im Burgenland 1930

#### Zweite Republik (seit 1945)
- Landtagswahl im Burgenland 1945
- Landtagswahl im Burgenland 1949
- Landtagswahl im Burgenland 1953
- Landtagswahl im Burgenland 1956
- Landtagswahl im Burgenland 1960
- Landtagswahl im Burgenland 1964
- Landtagswahl im Burgenland 1968
- Landtagswahl im Burgenland 1972
- Landtagswahl im Burgenland 1977
- Landtagswahl im Burgenland 1982
- Landtagswahl im Burgenland 1987
- Landtagswahl im Burgenland 1991
- Landtagswahl im Burgenland 1996
- Landtagswahl im Burgenland 2000
- Landtagswahl im Burgenland 2005
- Landtagswahl im Burgenland 2010
- Landtagswahl im Burgenland 2015
- Landtagswahl im Burgenland 2020
- Landtagswahl im Burgenland 2025

### Kärnten

#### Erste Republik (1918–1933)
- Landtagswahl in Kärnten 1921
- Landtagswahl in Kärnten 1923
- Landtagswahl in Kärnten 1927
- Landtagswahl in Kärnten 1930

#### Zweite Republik (seit 1945)
- Landtagswahl in Kärnten 1945
- Landtagswahl in Kärnten 1949
- Landtagswahl in Kärnten 1953
- Landtagswahl in Kärnten 1956
- Landtagswahl in Kärnten 1960
- Landtagswahl in Kärnten 1965
- Landtagswahl in Kärnten 1970
- Landtagswahl in Kärnten 1975
- Landtagswahl in Kärnten 1979
- Landtagswahl in Kärnten 1984
- Landtagswahl in Kärnten 1989
- Landtagswahl in Kärnten 1994
- Landtagswahl in Kärnten 1999
- Landtagswahl in Kärnten 2004
- Landtagswahl in Kärnten 2009
- Landtagswahl in Kärnten 2013
- Landtagswahl in Kärnten 2018
- Landtagswahl in Kärnten 2023

### Niederösterreich

#### Erste Republik (1918–1933) mit Wien als Teil von Niederösterreich
- Landtagswahl in Niederösterreich 1919
- Landtagswahl in Niederösterreich 1921
- Landtagswahl in Niederösterreich 1927
- Landtagswahl in Niederösterreich 1932

#### Zweite Republik (seit 1945)
- Landtagswahl in Niederösterreich 1945
- Landtagswahl in Niederösterreich 1949
- Landtagswahl in Niederösterreich 1954
- Landtagswahl in Niederösterreich 1959
- Landtagswahl in Niederösterreich 1964
- Landtagswahl in Niederösterreich 1969
- Landtagswahl in Niederösterreich 1974
- Landtagswahl in Niederösterreich 1979
- Landtagswahl in Niederösterreich 1983
- Landtagswahl in Niederösterreich 1988
- Landtagswahl in Niederösterreich 1993
- Landtagswahl in Niederösterreich 1998
- Landtagswahl in Niederösterreich 2003
- Landtagswahl in Niederösterreich 2008
- Landtagswahl in Niederösterreich 2013
- Landtagswahl in Niederösterreich 2018
- Landtagswahl in Niederösterreich 2023

### Oberösterreich

#### Erste Republik (1918–1933)
- Landtagswahl in Oberösterreich 1919
- Landtagswahl in Oberösterreich 1925
- Landtagswahl in Oberösterreich 1931

#### Zweite Republik (seit 1945)
- Landtagswahl in Oberösterreich 1945
- Landtagswahl in Oberösterreich 1949
- Landtagswahl in Oberösterreich 1955
- Landtagswahl in Oberösterreich 1961
- Landtagswahl in Oberösterreich 1967
- Landtagswahl in Oberösterreich 1973
- Landtagswahl in Oberösterreich 1979
- Landtagswahl in Oberösterreich 1985
- Landtagswahl in Oberösterreich 1991
- Landtagswahl in Oberösterreich 1997
- Landtagswahl in Oberösterreich 2003
- Landtagswahl in Oberösterreich 2009
- Landtagswahl in Oberösterreich 2015
- Landtagswahl in Oberösterreich 2021

### Salzburg

#### Monarchie
- 1861
- 1867
- 1870
- 1871
- 1878
- 1884
- 1890
- 1884
- 1896
- 1902
- 1909

#### Erste Republik (1918–1933)
- Landtagswahl in Salzburg 1919
- Landtagswahl in Salzburg 1922
- Landtagswahl in Salzburg 1927
- Landtagswahl in Salzburg 1932

#### Zweite Republik (seit 1945)
- Landtagswahl in Salzburg 1945
- Landtagswahl in Salzburg 1949
- Landtagswahl in Salzburg 1954
- Landtagswahl in Salzburg 1959
- Landtagswahl in Salzburg 1964
- Landtagswahl in Salzburg 1969
- Landtagswahl in Salzburg 1974
- Landtagswahl in Salzburg 1979
- Landtagswahl in Salzburg 1984
- Landtagswahl in Salzburg 1989
- Landtagswahl in Salzburg 1994
- Landtagswahl in Salzburg 1999
- Landtagswahl in Salzburg 2004
- Landtagswahl in Salzburg 2009
- Landtagswahl in Salzburg 2013
- Landtagswahl in Salzburg 2018
- Landtagswahl in Salzburg 2023

### Steiermark

#### Erste Republik (1918–1933)
- Landtagswahl in der Steiermark 1919
- Landtagswahl in der Steiermark 1923
- Landtagswahl in der Steiermark 1927
- Landtagswahl in der Steiermark 1930

#### Zweite Republik (seit 1945)
- Landtagswahl in der Steiermark 1945
- Landtagswahl in der Steiermark 1949
- Landtagswahl in der Steiermark 1953
- Landtagswahl in der Steiermark 1957
- Landtagswahl in der Steiermark 1961
- Landtagswahl in der Steiermark 1965
- Landtagswahl in der Steiermark 1970
- Landtagswahl in der Steiermark 1974
- Landtagswahl in der Steiermark 1978
- Landtagswahl in der Steiermark 1981
- Landtagswahl in der Steiermark 1986
- Landtagswahl in der Steiermark 1991
- Landtagswahl in der Steiermark 1995
- Landtagswahl in der Steiermark 2000
- Landtagswahl in der Steiermark 2005
- Landtagswahl in der Steiermark 2010
- Landtagswahl in der Steiermark 2015
- Landtagswahl in der Steiermark 2019
- Landtagswahl in der Steiermark 2024

### Tirol

#### Erste Republik (1918–1933)
- Landtagswahl in Tirol 1919
- Landtagswahl in Tirol 1921
- Landtagswahl in Tirol 1925
- Landtagswahl in Tirol 1929

#### Zweite Republik (seit 1945)
- Landtagswahl in Tirol 1945
- Landtagswahl in Tirol 1949
- Landtagswahl in Tirol 1953
- Landtagswahl in Tirol 1957
- Landtagswahl in Tirol 1961
- Landtagswahl in Tirol 1965
- Landtagswahl in Tirol 1970
- Landtagswahl in Tirol 1975
- Landtagswahl in Tirol 1979
- Landtagswahl in Tirol 1984
- Landtagswahl in Tirol 1994
- Landtagswahl in Tirol 1999
- Landtagswahl in Tirol 2003
- Landtagswahl in Tirol 2008
- Landtagswahl in Tirol 2013
- Landtagswahl in Tirol 2018
- Landtagswahl in Tirol 2022
- Landtagswahl in Tirol 2027

### Vorarlberg

#### Erste Republik (1918–1933)
- Landtagswahl in Vorarlberg 1919
- Landtagswahl in Vorarlberg 1923
- Landtagswahl in Vorarlberg 1928
- Landtagswahl in Vorarlberg 1932

#### Zweite Republik (seit 1945)
- Landtagswahl in Vorarlberg 1945
- Landtagswahl in Vorarlberg 1949
- Landtagswahl in Vorarlberg 1954
- Landtagswahl in Vorarlberg 1959
- Landtagswahl in Vorarlberg 1964
- Landtagswahl in Vorarlberg 1969
- Landtagswahl in Vorarlberg 1974
- Landtagswahl in Vorarlberg 1979
- Landtagswahl in Vorarlberg 1984
- Landtagswahl in Vorarlberg 1989
- Landtagswahl in Vorarlberg 1994
- Landtagswahl in Vorarlberg 1999
- Landtagswahl in Vorarlberg 2004
- Landtagswahl in Vorarlberg 2009
- Landtagswahl in Vorarlberg 2014
- Landtagswahl in Vorarlberg 2019
- Landtagswahl in Vorarlberg 2024

### Wien

#### Erste Republik (1918–1933)
- Landtagswahl in Niederösterreich 1919 (als Teil von Niederösterreich)
- Landtags- und Gemeinderatswahl in Wien 1923
- Landtags- und Gemeinderatswahl in Wien 1927
- Landtags- und Gemeinderatswahl in Wien 1932

#### Zweite Republik (seit 1945)
- Landtags- und Gemeinderatswahl in Wien 1945
- Landtags- und Gemeinderatswahl in Wien 1949
- Landtags- und Gemeinderatswahl in Wien 1954
- Landtags- und Gemeinderatswahl in Wien 1959
- Landtags- und Gemeinderatswahl in Wien 1964
- Landtags- und Gemeinderatswahl in Wien 1969
- Landtags- und Gemeinderatswahl in Wien 1973
- Landtags- und Gemeinderatswahl in Wien 1978
- Landtags- und Gemeinderatswahl in Wien 1983
- Landtags- und Gemeinderatswahl in Wien 1987
- Landtags- und Gemeinderatswahl in Wien 1991
- Landtags- und Gemeinderatswahl in Wien 1996
- Landtags- und Gemeinderatswahl in Wien 2001
- Landtags- und Gemeinderatswahl in Wien 2005
- Landtags- und Gemeinderatswahl in Wien 2010
- Landtags- und Gemeinderatswahl in Wien 2015
- Landtags- und Gemeinderatswahl in Wien 2020
- Landtags- und Gemeinderatswahl in Wien 2025

## Gemeinderatswahlen

### Burgenland
- Gemeinderatswahlen im Burgenland 2007
- Gemeinderatswahlen im Burgenland 2012
- Gemeinderatswahlen im Burgenland 2017
- Gemeinderatswahlen im Burgenland 2022

### Kärnten
- Gemeinderatswahlen in Kärnten 2003
- Gemeinderats- und Bürgermeisterwahlen in Kärnten 2009
- Gemeinderats- und Bürgermeisterwahlen in Kärnten 2015
- Gemeinderats- und Bürgermeisterwahlen in Kärnten 2021

### Niederösterreich
- Gemeinderatswahlen in Niederösterreich 1995
- Gemeinderatswahlen in Niederösterreich 2000
- Gemeinderatswahlen in Niederösterreich 2005
- Gemeinderatswahlen in Niederösterreich 2010
- Gemeinderatswahlen in Niederösterreich 2015
- Gemeinderatswahlen in Niederösterreich 2020
- Gemeinderatswahlen in Niederösterreich 2025

#### St. Pölten
- Gemeinderatswahl in St. Pölten 1950
- Gemeinderatswahl in St. Pölten 1955
- Gemeinderatswahl in St. Pölten 1960
- Gemeinderatswahl in St. Pölten 1965
- Gemeinderatswahl in St. Pölten 1970
- Gemeinderatswahl in St. Pölten 1972
- Gemeinderatswahl in St. Pölten 1977
- Gemeinderatswahl in St. Pölten 1982
- Gemeinderatswahl in St. Pölten 1986
- Gemeinderatswahl in St. Pölten 1991
- Gemeinderatswahl in St. Pölten 1996
- Gemeinderatswahl in St. Pölten 1997
- Gemeinderatswahl in St. Pölten 2001
- Gemeinderatswahl in St. Pölten 2006
- Gemeinderatswahl in St. Pölten 2011
- Gemeinderatswahl in St. Pölten 2016
- Gemeinderatswahl in St. Pölten 2021

### Oberösterreich
- Gemeinderats- und Bürgermeisterwahlen in Oberösterreich 1945
- Gemeinderats- und Bürgermeisterwahlen in Oberösterreich 1949
- Gemeinderats- und Bürgermeisterwahlen in Oberösterreich 1955
- Gemeinderats- und Bürgermeisterwahlen in Oberösterreich 1961
- Gemeinderats- und Bürgermeisterwahlen in Oberösterreich 1967
- Gemeinderats- und Bürgermeisterwahlen in Oberösterreich 1973
- Gemeinderats- und Bürgermeisterwahlen in Oberösterreich 1979
- Gemeinderats- und Bürgermeisterwahlen in Oberösterreich 1985
- Gemeinderats- und Bürgermeisterwahlen in Oberösterreich 1991
- Gemeinderats- und Bürgermeisterwahlen in Oberösterreich 1997
- Gemeinderats- und Bürgermeisterwahlen in Oberösterreich 2003
- Gemeinderats- und Bürgermeisterwahlen in Oberösterreich 2009
- Gemeinderats- und Bürgermeisterwahlen in Oberösterreich 2015
- Gemeinderats- und Bürgermeisterwahlen in Oberösterreich 2021

### Salzburg
- Gemeindevertretungs- und Bürgermeisterwahlen in Salzburg 1945
- Gemeindevertretungs- und Bürgermeisterwahlen in Salzburg 1949
- Gemeindevertretungs- und Bürgermeisterwahlen in Salzburg 1953
- Gemeindevertretungs- und Bürgermeisterwahlen in Salzburg 1957
- Gemeindevertretungs- und Bürgermeisterwahlen in Salzburg 1962
- Gemeindevertretungs- und Bürgermeisterwahlen in Salzburg 1967
- Gemeindevertretungs- und Bürgermeisterwahlen in Salzburg 1972
- Gemeindevertretungs- und Bürgermeisterwahlen in Salzburg 1977
- Gemeindevertretungs- und Bürgermeisterwahlen in Salzburg 1982
- Gemeindevertretungs- und Bürgermeisterwahlen in Salzburg 1987
- Gemeindevertretungs- und Bürgermeisterwahlen in Salzburg 1992
- Gemeindevertretungs- und Bürgermeisterwahlen in Salzburg 1999
- Gemeindevertretungs- und Bürgermeisterwahlen in Salzburg 2004
- Gemeindevertretungs- und Bürgermeisterwahlen in Salzburg 2009
- Gemeindevertretungs- und Bürgermeisterwahlen in Salzburg 2014
- Gemeindevertretungs- und Bürgermeisterwahlen in Salzburg 2019
- Gemeindevertretungs- und Bürgermeisterwahlen in Salzburg 2024

### Steiermark (ohne Graz)
- Gemeinderatswahlen in der Steiermark 1932
- Gemeinderatswahlen in der Steiermark 1995
- Gemeinderatswahlen in der Steiermark 2000
- Gemeinderatswahlen in der Steiermark 2005
- Gemeinderatswahlen in der Steiermark 2010
- Gemeinderatswahlen in der Steiermark 2015
- Gemeinderatswahlen in der Steiermark 2020
- Gemeinderatswahlen in der Steiermark 2025

#### Graz
- Gemeinderatswahl in Graz 1998
- Gemeinderatswahl in Graz 2003
- Gemeinderatswahl in Graz 2008
- Gemeinderatswahl in Graz 2012
- Gemeinderatswahl in Graz 2017
- Gemeinderatswahl in Graz 2021

### Tirol (ohne Innsbruck)
- Gemeinderats- und Bürgermeisterwahlen in Tirol 2010
- Gemeinderats- und Bürgermeisterwahlen in Tirol 2016
- Gemeinderats- und Bürgermeisterwahlen in Tirol 2022

#### Innsbruck
- Gemeinderatswahl in Innsbruck 2006
- Gemeinderatswahl in Innsbruck 2012
- Gemeinderats- und Bürgermeisterwahl in Innsbruck 2018
- Gemeinderats- und Bürgermeisterwahl in Innsbruck 2024

### Vorarlberg
- Gemeindevertretungs- und Bürgermeisterwahlen in Vorarlberg 1985
- Gemeindevertretungs- und Bürgermeisterwahlen in Vorarlberg 1990
- Gemeindevertretungs- und Bürgermeisterwahlen in Vorarlberg 1995
- Gemeindevertretungs- und Bürgermeisterwahlen in Vorarlberg 2000
- Gemeindevertretungs- und Bürgermeisterwahlen in Vorarlberg 2005
- Gemeindevertretungs- und Bürgermeisterwahlen in Vorarlberg 2010
- Gemeindevertretungs- und Bürgermeisterwahlen in Vorarlberg 2015
- Gemeindevertretungs- und Bürgermeisterwahlen in Vorarlberg 2020
- Gemeindevertretungs- und Bürgermeisterwahlen in Vorarlberg 2025

### Wien
- Gemeinderatswahl in Wien 1919

Danach gemeinsam mit den Landtagswahlen in Wien, siehe: Landtagswahlen in Wien.

## Bundespräsidentenwahlen
- Bundespräsidentenwahl 1951
- Bundespräsidentenwahl 1957
- Bundespräsidentenwahl 1963
- Bundespräsidentenwahl 1965
- Bundespräsidentenwahl 1971
- Bundespräsidentenwahl 1974
- Bundespräsidentenwahl 1980
- Bundespräsidentenwahl 1986
- Bundespräsidentenwahl 1992
- Bundespräsidentenwahl 1998
- Bundespräsidentenwahl 2004
- Bundespräsidentenwahl 2010
- Bundespräsidentenwahl 2016
- Bundespräsidentenwahl 2022
- Bundespräsidentenwahl 2028

## Volksabstimmungen

### Deutsches Reich (1938–1945)
- Volksabstimmung zum Anschluss Österreichs an das Deutsche Reich am 10. April 1938 (Zugleich mit Reichstagswahl 1938)

### Zweite Republik (seit 1945)
- Fakultative Volksabstimmung zur friedlichen Nutzung der Kernenergie in Österreich (Zwentendorf) am 5. November 1978
- Obligatorische Volksabstimmung über den Beitritt Österreichs zur Europäischen Union am 12. Juni 1994

### Burgenland
- Volksabstimmung in Ödenburg 1921
- Volksabstimmung über das Objektivierungsgesetz 1988

### Kärnten
- Volksabstimmung 1920
- Volksabstimmung zu Windkraft in Kärnten 2025 12. Jänner 2025 – Angefochten wegen suggestiver Fragestellung, Stand 6. Februar 2025

### Vorarlberg
- Volksabstimmung 1919 in Vorarlberg
- Volksabstimmung über das Betriebsaktionenverbotsgesetz 1956
- Volksabstimmung über die Stärkung der Stellung des Landes (der Länder und der Gemeinden) im Rahmen des österreichischen Bundesstaates 1980

## Volksbefragungen

### Österreich
- Volksbefragung zur Wehrpflicht in Österreich 2013 am 20. Jänner 2013

### Niederösterreich
- Hauptstadtfrage Niederösterreichs 1986

### Vorarlberg
- Volksbefragung zur Ladenschlussregelung 1972
- Volksbefragung über ein LKW Nachtfahrverbot 1989

## ÖH-Wahlen
- 2005
- 2007
- 2009
- 2011
- 14.–16. Mai 2013
- 19.–21. Mai 2015[1]
- 16.–18. Mai 2017
- 27.–29. Mai 2019[2]
- 18.–20. Mai 2021
- 9.–11. Mai 2023
- 2025

## Wirtschaftskammerwahlen
- 27. Februar 2010 – 2. März 2010
- 23.–26. Februar 2015
- 2.–4. März 2020
- 10.–13. März 2025 (Urwahl. Wahlkarten: Eingang bis 7. März)

## AK-Wahlen
- 1949
- 1954
- 1959
- 1964
- 1969
- 1974
- 1979
- 1984
- 1989
- 1994
- 2000
- 2004
- 2009
- 2014
- 2019
- 2024

## Landwirtschaftskammerwahlen (jeweils letzte Wahl)

### Burgenland
- 11. März 2018[3][4][5]

### Kärnten
- 7. November 2021[6]

### Niederösterreich
- 1. März 2020[7]

### Oberösterreich
- 24. Jänner 2021[8][9]

### Salzburg
- 16. Februar 2020[10][11]

### Steiermark
- 24. Jänner 2021[9]

### Tirol
- 23. März 2021[12][13][9]

### Vorarlberg
- 6. März 2021[14][9]

### Wien
- 11. März 2018[15][16]